# 1929 Kollaa
Az 1929 Kollaa (ideiglenes jelöléssel 1939 BS) a Naprendszer kisbolygóövében található aszteroida. Yrjö Väisälä fedezte fel 1939. január 20-án.